# Рутенийгаллий
Рутенийгаллий — бинарное неорганическое соединение, интерметаллид
рутения и галлия
с формулой GaRu,
кристаллы.

## Получение
- Сплавление стехиометрических количеств чистых веществ:

{\displaystyle {\mathsf {Ru+Ga\ {\xrightarrow {T}}\ GaRu}}}

## Физические свойства
Рутенийгаллий образует кристаллы
кубической сингонии, пространственная группа P m3m, параметры ячейки a = 0,3010 нм, Z = 1,
структура типа хлорида цезия CsCl
.